# Ordinamento giuridico
L'ordinamento giuridico, in diritto, è l'insieme ordinato e coerente delle norme giuridiche che regolano la vita di una comunità; secondo il brocardo "ubi ius ibi societas" ("dove [c'è] il diritto, ivi [si trova] la società") e viceversa "ubi societas ibi ius" ("dove [c'è] la società, ivi [si trova] il diritto"), gli ordinamenti giuridici vengono spesso identificati con le organizzazioni sovrane, ad esempio gli Stati, le Federazioni e le Confederazioni di Stati.

## Classificazione

### Originari e derivati
Un ordinamento giuridico può essere originario oppure derivato. È originario quando non deriva la sua sovranità da nessun altro ordinamento (ad esempio: lo Stato, la Chiesa, la Comunità internazionale); è invece derivato quando la sua sovranità non è diretta e immediata, ma un riflesso della sovranità di un altro ordinamento (gli enti territoriali e l'Unione europea sono esempi di ordinamenti giuridici derivati). Il diritto dello Stato si compone di due grandi branche, Diritto privato e Diritto pubblico, ciascuno con le sue suddivisioni.

### Diritto privato
Insieme delle norme che regolano i rapporti fra i privati, siano essi atti personali (come i rapporti di famiglia), o gli atti di commercio (come i rapporti di lavoro). Nel primo caso si parla di Diritto civile, nel secondo di Diritto commerciale e di Diritto del lavoro. 
- Diritto civile - Insieme delle norme che regolano i rapporti tra gli individui, sia nella famiglia, sia nella società come cittadini. È regolato dal Codice Civile.
- Diritto commerciale - Insieme delle norme che regolano i rapporti tra gli individui negli atti di commercio (es. titoli di credito, contratti commerciali, ecc.). È regolato dal Codice Civile.
- Diritto del lavoro - Insieme delle norme che disciplinano i rapporti di lavoro, la tutela dell'attività lavorativa, l'attività sindacale. È regolato dal Codice Civile.

### Generali e particolari
In relazione ai fini che persegue un ordinamento giuridico può essere generale oppure particolare. Si dice generale quando il fine perseguito è il cosiddetto bene comune (ad esempio: Stato, enti territoriali, Unione Europea); si dice invece particolare quando è volto al conseguimento di un interesse specifico (la Chiesa, ad esempio, tra gli ordinamenti giuridici originari; così come una società per azioni o un'associazione tra gli ordinamenti giuridici derivati).

### Statici e dinamici
In relazione al criterio in base al quale viene stabilita la validità delle norme, ossia la loro appartenenza all'ordinamento giuridico, quest'ultimo può essere, secondo una distinzione che risale a Hans Kelsen, statico o dinamico.
In un ordinamento statico è valida la norma logicamente deducibile da un'altra norma dell'ordinamento (metanorma): è questo il cosiddetto criterio materiale di validità. Negli ordinamenti statici, così come nei sistemi morali, tutte le norme sono legate tra loro da relazioni di deducibilità logica e costituiscono, quindi, un sistema normativo; ne sono tipici esempi gli ordinamenti di matrice religiosa, ad esempio la Sharia islamica, dove le metanorme, in base alle quali viene stabilità la validità delle altre norme, trovano origine in una qualche forma di rivelazione divina. 
Negli ordinamenti dinamici, invece, possono essere prodotte nuove norme valide in conformità a norme apposite (metanorme o norme sulla produzione giuridica), contenute nello stesso ordinamento, che individuano quali atti o fatti danno luogo alla loro creazione (cosiddetto criterio formale di validità). Sono tipici ordinamenti dinamici degli stati odierni; peraltro negli ordinamenti contemporanei solitamente il criterio materiale di validità e quello formale operano congiuntamente: così, per fare un esempio, nell'ordinamento italiano le norme di legge devono essere create con un atto approvato dal Parlamento e promulgate dal Presidente della repubblica, secondo un determinato procedimento (criterio formale); al contempo, però, devono essere logicamente coerenti con le norme contenute nella costituzione (criterio materiale).

## Dibattito
La dottrina del diritto maggioritaria, nel solco dell'insegnamento di Santi Romano, ritiene che, affinché si possa parlare di ordinamento giuridico, debba riscontrarsi il concorrere di tre elementi:
- plurisoggettività, ossia la presenza di più soggetti (es. i cittadini di uno Stato);
- normazione propria, ossia l'esistenza di uno specifico complesso di norme volte a disciplinare l'azione dei soggetti;
- organizzazione, cioè una struttura con il compito di porre in essere le norme e di garantirne il rispetto e l'efficacia.

In dottrina, dunque, si è posto il problema se le norme abbiano creato l'organizzazione sociale o, viceversa, l'organizzazione sociale abbia creato le norme - il dibattito è in corso ed è certo che gli ordinamenti giuridici sono caratterizzati da un insieme di norme e da un'organizzazione capace di creare nuove regole - e quindi in grado di abrogare, sostituire e modificare le regole precedenti. Le norme per essere considerate giuridiche devono essere rispettate o fatte rispettare anche contro la volontà dei destinatari, in caso contrario non sono vere norme giuridiche.
La teoria elaborata da Santi Romano, invece, dando un importante contributo per una generale definizione del diritto, si discosta notevolmente dalle precedenti, perché ha dimostrato che all'interno dello stesso territorio e della medesima popolazione possono esistere più ordinamenti giuridici sovrani; si può pensare ai casi delle Chiese non sottomesse allo Stato, entro il cui territorio agiscono (o sopravvivono), più o meno in segreto.
Prendendo spunto dalla teoria sulla pluralità degli ordinamenti giuridici, Renato Federici ha effettuato un ulteriore passo in avanti: ha ipotizzato che le guerre e le rivoluzioni siano effetto dello scontro tra ordinamenti giuridici sovrani. 
Ha intuito che la funzione degli ordinamenti giuridici sia quella di prevenire e risolvere le controversie E per la dimostrazione della sua tesi si è avvalso della distinzione fondamentale tra diritto sostanziale e diritto processuale, ed ha evidenziato che lo scopo del diritto sostanziale (diritto civile, penale, commerciale, tributario, internazionale, ecc.) è quello di dettare le regole per prevenire le controversie; mentre l'obiettivo di risolvere le dispute è demandato al diritto processuale (civile, penale, amministrativo, tributario, contabile). A chiusura del discorso concettuale Renato Federici aggiunge che, allorquando l'ordinamento statale non riesce a prevenire e risolvere le controversie tra classi sociali, può accadere che il conflitto degeneri in scontro armato e, quindi, in una rivoluzione violenta tra ordinamenti opposti (quello dei conservatori e quello sostenuto dai rivoluzionari): si può pensare ad esempio, alla Rivoluzione francese del 1789 o a quella russa del 1917.
L'ordinamento giuridico, secondo la teoria normativista enunciata da Hans Kelsen, sarebbe costituito dal complesso delle norme vigenti in un determinato ambito territoriale: tali norme, fra loro riconnesse in un rapporto di gerarchia decrescente, si potrebbero raffigurare a seconda di una struttura piramidale, al cui vertice supremo starebbe la cosiddetta norma fondamentale, di carattere "originario", dalla quale scaturirebbero le altre norme "derivate", tutte poste a un rango di effettiva inferiorità rispetto a quest'ultima.
In contrapposizione a questa dottrina, troviamo la teoria istituzionalista (o istituzionista) per la quale un ordinamento non si esaurirebbe in un complesso di prescrizioni normative, poiché, al contrario, sarebbero proprio le prescrizioni normative a scaturire da una determinata e preesistente organizzazione sociale; in tal senso, il padre di questa ricostruzione dogmatica Santi Romano affermava: "un ordinamento non si risolve solo in norme. Il diritto è anche norma, ma oltre che norma, e spesso prima di essere norma, è organizzazione e corpo sociale"; in altri termini, giacché il concetto stesso di organizzazione implica il reiterarsi di un'attività non casuale, ma ordinata a seconda di precise regole (o norme), sarebbe da questo dato organizzativo - logicamente preesistente - che conseguirebbero successivamente quelle regole (o norme) che valgono a costituire uno degli elementi essenziali dell'ordinamento stesso.